# ویاچسلاف ودنین
ویاچسلاف ودنین (روسی: Вячесла́в Петро́вич Веденин؛ زادهٔ ۱ اکتبر ۱۹۴۱) اسکی‌باز اسکی صحرانوردی اهل اتحاد جماهیر شوروی سوسیالیستی بود.
وی همچنین برندهٔ جوایزی همچون نشان لنین شده‌است.
وی در مسابقات کشوری و بین‌المللی در مجموع برندهٔ ۴ مدال طلا، ۲ مدال نقره، ۱ مدال برنز شده‌است.